# Exoprosopa jonesi
Exoprosopa jonesi är en tvåvingeart som beskrevs av Cresson 1919. Exoprosopa jonesi ingår i släktet Exoprosopa och familjen svävflugor.
Artens utbredningsområde är Kalifornien. Inga underarter finns listade i Catalogue of Life.